# Jacoby Shaddix
Jacoby Dakota Shaddix (ur. 28 lipca 1976 w Mariposa) – amerykański wokalista, lider zespołu Papa Roach, a także były prezenter telewizyjny.
Pomimo najbardziej znanej postaci, jako wokalista zespołu Papa Roach, Jacoby również jest oficjalnym liderem oraz wokalistą zespołu Fight the Sky pod pseudonimem „John Doe”. Zespół, pomimo istnienia, przestał działać od 2003 roku, a jego forma aktywacji jest nieznana do dziś.
Shaddix również pełnił funkcję głównego prowadzącego w programie „Scarred”. Jacoby prezentował bolesne wpadki w dwóch sezonach po 20 odcinków, które był kręcone w okresie kwietnia do sierpnia 2007 roku.

## Kariera muzyczna

### Papa Roach (1993 – obecnie)
Shaddix jest założycielem i członkiem Papa Roach. W 1993 roku założył zespół z byłym perkusistą Dave’em Bucknerem, basistą Willem Jamesem i gitarzystą Benem Lutherem. Luther został zastąpiony przez obecnego gitarzystę Jerry’ego Hortona, a w 1996 roku Tobin Esperance zastąpił Willa Jamesa po jego odejściu. W 2007 r. Rolę Dave’a Bucknera obsadził Tony Palermo, pozostawiając Jacoby’ego jako jedynego oryginalnego członka zespołu. Nazwa zespołu Papa Roach pochodzi od dziadka Shaddixa, Howarda Williama Roatcha, który nosił przydomek „Papa Roach”. Howard zmarł w wyniku samobójstwa w 2006 roku po zdiagnozowaniu nieokreślonej postaci zaawansowanego raka. Piosenka „Roses on My Grave” została napisana ku jego pamięci. Przed wydaniem debiutanckiego albumu Infest, zespół nagrał i opublikował EP w 1994 roku zatytułowany „Potatoes For Christmas”. W 1997 roku ukazał się ich pierwszy pełny album zatytułowany "Old Friends from Young Years".
Shaddix przestał rapować wraz z wydaniem płty Getting Away with Murder z 2004 roku. W wywiadzie w 2004 r. Shaddix powiedział, że odczuł rozczarowanie hip hopem i tym, co reprezentował w mediach, i stwierdził, że „chce tylko być rockerem”, ponadto w 2009 r. oświadczył, że można bezpiecznie założyć, iż już nie powróci do tego stylu śpiewania. Jednak w 2012 roku Shaddix zaczął rapować ponownie w albumie The Connection. W albumie Crooked Teeth (album) z 2017 roku znalazło się kilka utworów, które zawierały ten styl muzyczny.
W dniu 13 grudnia 2019 r. Shaddix wystąpił gościnnie w remiksie utworu grupy The Hu pt. „Wolf Totem”.

### Fight the Sky (2002–2004)

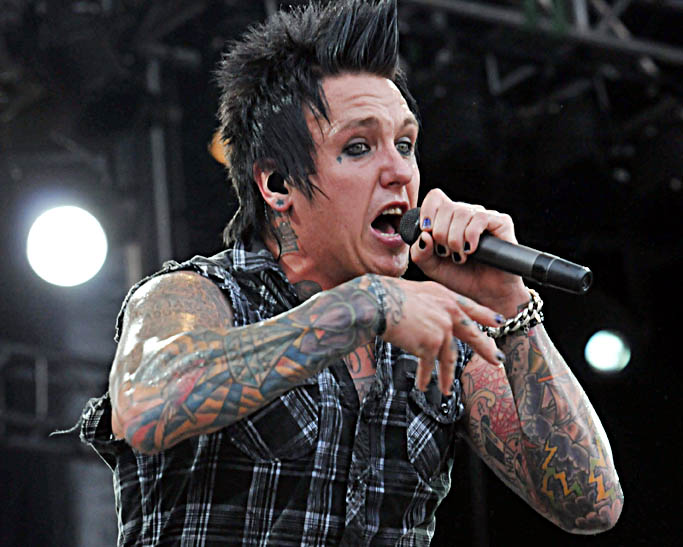
Shaddix w 2010

Shaddix występował jako wokalista post-hardocorowego zespołu Fight the Sky w latach 2002–2004 pod nazwą „John Doe”. Zespół miał być projektem pobocznym Shaddixa, w którym mógł pokazać cięższą stronę swojego wokalu. W skład zespołu wchodzili Shaddix jako główny wokalista, Wade Khail jako główny gitarzysta i wokalista wspierający, Ali Abrishami jako gitarzysta basowy i wokalista wspierający oraz Jay Ingram na bębnach i perkusji. Zespół podpisał kontrakt płytowy z wytwórnią El Tonal Records należącą do zespołu Papa Roach, a swój debiutancki album Seven Deadly Songs nagrywali od stycznia do lutego 2004 w Velvet Tone Studios w Sacramento w Kalifornii. Nie opublikowano żadnych informacji ani na temat daty wydania albumu, ani przyszłości grupy.

## Życie prywatne
Shaddix obecnie mieszka w Sacramento w Kalifornii, wraz z żoną Kelly (są małżeństwem od 1997 r.). Mają trzech synów: Makaile (ur. 24 marca 2002 r.), Jagger (ur. 13 września 2004 r.) I Brixton (ur. 17 września 2013 r.). Wokalista ma dwóch braci: Brysona i Trevora.
Shaddix stwierdził, że w pierwszym roku życia on i jego rodzina byli bezdomni. Shaddix miał problemy z nadużywaniem alkoholu i narkotyków, ale jest trzeźwy od 2012 r. Shaddix ujawnił, że był samobójcą, zanim rozpoczął terapię w 2012 roku. Shaddix jest oddanym chrześcijaninem i znany jest ze śpiewania chrześcijańskich hymnów i pieśni na imprezach publicznych

## Dyskografia
Występy gościnne
- Die Trying – Die Trying (2003)[12]
- Mötley Crüe – Saints Of Los Angeles (2008)[13]
- Carlos Santana – Guitar Heaven (2010)[14]
- Skindred – Union Black (2011)[15]
- Nothing More - Don’t Stop (feat. Jacoby Shaddix) (2017)[16]
- Coldrain – Runaway (feat. Jacoby Shaddix) (2015)[17]
- Within Temptation – The Reckoning (2018)[18]
- Mark Morton - Sworn Apart ft. Jacoby Shaddix (2019)[19]
- The HU - Wolf Totem feat. Jacoby Shaddix of Papa Roach(2019)[20]

## Filmografia
- „At Hell’s Door: Behind the Scenes at Hellfest” (2013, film dokumentalny, reżyseria: Thierry Villeneuve)